# Lista ducilor și margrafilor de Friuli
Ducii și margrafii de Friuli au fost conducătorii Ducatului longobard și ai Mărcii de Friuli în Evul mediu.

## Ducilongobarzi
- 568–cca. 584 Grasulf I
- 568/cca.584–590 Gisulf I
- 590–610 Gisulf al II-lea
- 610–617 Tasso
- 610–617 Kakko
- 617–651 Grasulf al II-lea
- 651–663 Ago
- 663–666 Lupus
- 666 Arnefrid
- 666–678 Wechtar
- 678–??? Landar
- ???–694 Rodoald
- 694 Ansfrid
- 694–705 Ado
- 705 Ferdulf
- 705–706 Corvulus
- 706–739 Pemmo
- 739–744 Ratchis (de asemenea rege al longobarzilor (744-749) și duce de Spoleto (756-757)
- 744–749 Aistulf (de asemenea rege al longobarzilor (749-756) și duce de Spoleto (752-756)
- 749–751 Anselm
- 751–774 Petru
- 774–776 Hrodgaud

## Conducători numiți de cătrecarolingieni

### Duci
- 776–787 Marcarius
- 789–799 Eric
- 799–808 Hunfrid
- 808–817 Aio
- 817–819 Cadalaus
- 819–828 Balderic

### Margrafi
- 846–863 Eberhard
- 863–874 Unruoch (III)
- 874–890 Berengar, de asemenea rege al Italiei și împărat
- 891–896 Walfred